# Bermering
Bermering est une commune française située dans le département de la Moselle, en région Grand Est.

## Géographie
| Vallerange | Grostenquin |         |
| Racrange   | Bermering   | Virming |
|            | Rodalbe     |         |

### Hydrographie
La commune est située dans le bassin versant du Rhin au sein du bassin Rhin-Meuse. Elle est drainée par l'Albe, le ruisseau Harcheidraben et le ruisseau Ste-Anne.
L'Albe, d'une longueur totale de 33,3 km, prend sa source dans la commune de Rodalbe et se jette dans la Sarre à Sarralbe, après avoir traversé douze communes.

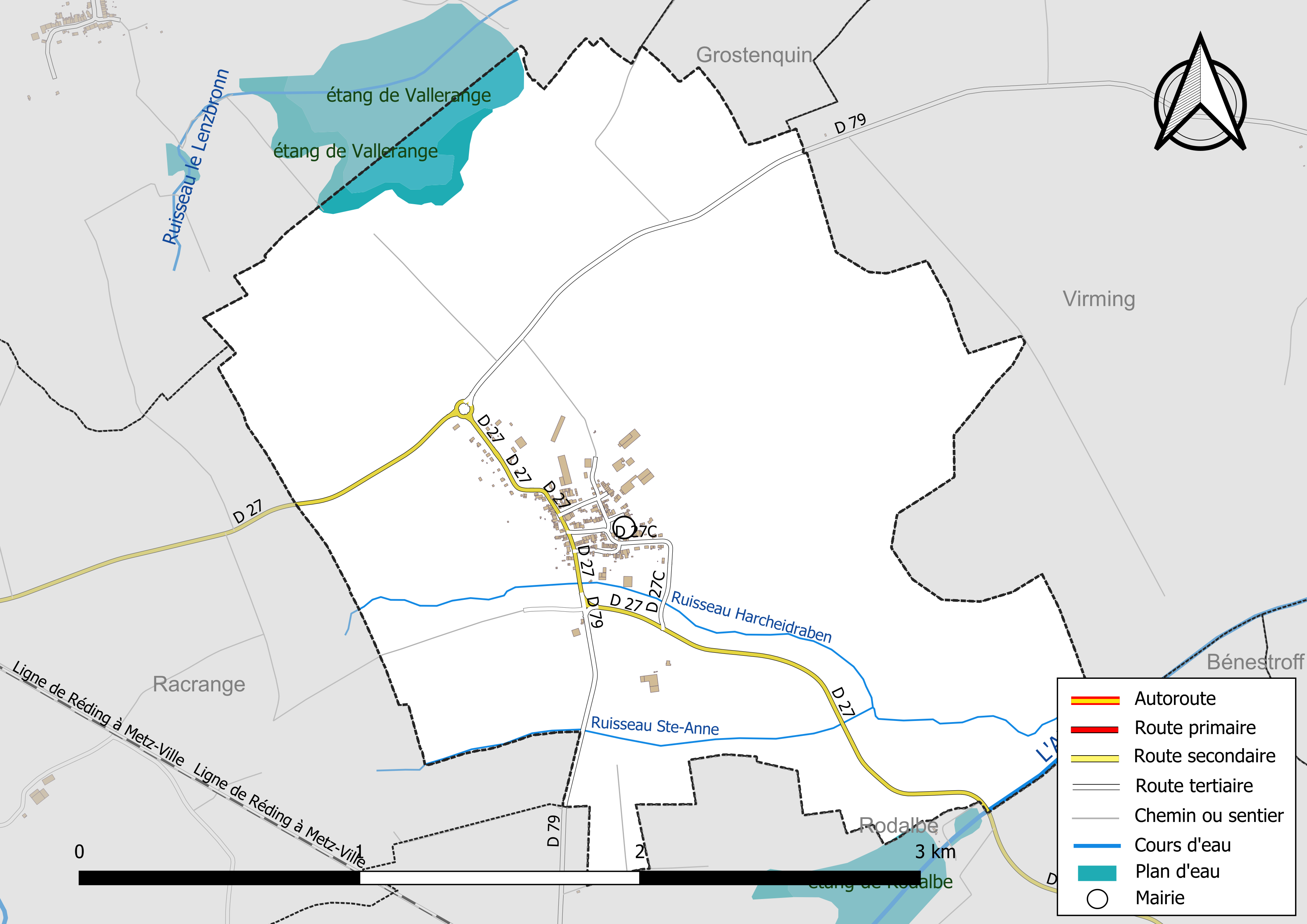
Réseaux hydrographique et routier de Bermering.

La qualité des eaux des principaux cours d’eau de la commune, notamment de l'Albe, peut être consultée sur un site spécial géré par les agences de l’eau et l’Agence française pour la biodiversité.

### Climat
Pour des articles plus généraux, voir Climat du Grand Est et Climat de la Moselle.
En 2010, le climat de la commune est de type climat des marges montargnardes, selon une étude du Centre national de la recherche scientifique s'appuyant sur une série de données couvrant la période 1971-2000. En 2020, Météo-France publie une typologie des climats de la France métropolitaine dans laquelle la commune est exposée à un climat semi-continental et est dans la région climatique  Lorraine, plateau de Langres, Morvan, caractérisée par un hiver rude (1,5 °C), des vents modérés et des brouillards fréquents en automne et hiver. 
Pour la période 1971-2000, la température annuelle moyenne est de 9,9 °C, avec une amplitude thermique annuelle de 16,8 °C. Le cumul annuel moyen de précipitations est de 839 mm, avec 11,8 jours de précipitations en janvier et 9,4 jours en juillet. Pour la période 1991-2020, la température moyenne annuelle observée sur la station météorologique de Météo-France la plus proche, « Rodalbe », sur la commune de Rodalbe à 3 km à vol d'oiseau, est de 10,6 °C et le cumul annuel moyen de précipitations est de 737,2 mm. 
La température maximale relevée sur cette station est de 38,7 °C, atteinte le 24 juillet 2019 ; la température minimale est de −18,1 °C, atteinte le 26 décembre 2010,,. 
Les paramètres climatiques de la commune ont été estimés pour le milieu du siècle (2041-2070) selon différents scénarios d'émission de gaz à effet de serre à partir des nouvelles projections climatiques de référence DRIAS-2020. Ils sont consultables sur un site spécial publié par Météo-France en novembre 2022.

## Urbanisme

### Typologie
Au 1er janvier 2024, Bermering est catégorisée commune rurale à habitat dispersé, selon la nouvelle grille communale de densité à sept niveaux définie par l'Insee en 2022.
Elle est située hors unité urbaine. Par ailleurs la commune fait partie de l'aire d'attraction de Morhange, dont elle est une commune de la couronne,. Cette aire, qui regroupe 22 communes, est catégorisée dans les aires de moins de 50 000 habitants,.

### Occupation des sols
L'occupation des sols de la commune, telle qu'elle ressort de la base de données européenne d’occupation biophysique des sols Corine Land Cover (CLC), est marquée par l'importance des territoires agricoles (72,4 % en 2018), une proportion identique à celle de 1990 (72,4 %). La répartition détaillée en 2018 est la suivante :
prairies (47 %), terres arables (25,5 %), forêts (19,9 %), zones urbanisées (5,1 %), eaux continentales (2,6 %). L'évolution de l’occupation des sols de la commune et de ses infrastructures peut être observée sur les différentes représentations cartographiques du territoire : la carte de Cassini (XVIIIe siècle), la carte d'état-major (1820-1866) et les cartes ou photos aériennes de l'IGN pour la période actuelle (1950 à aujourd'hui).

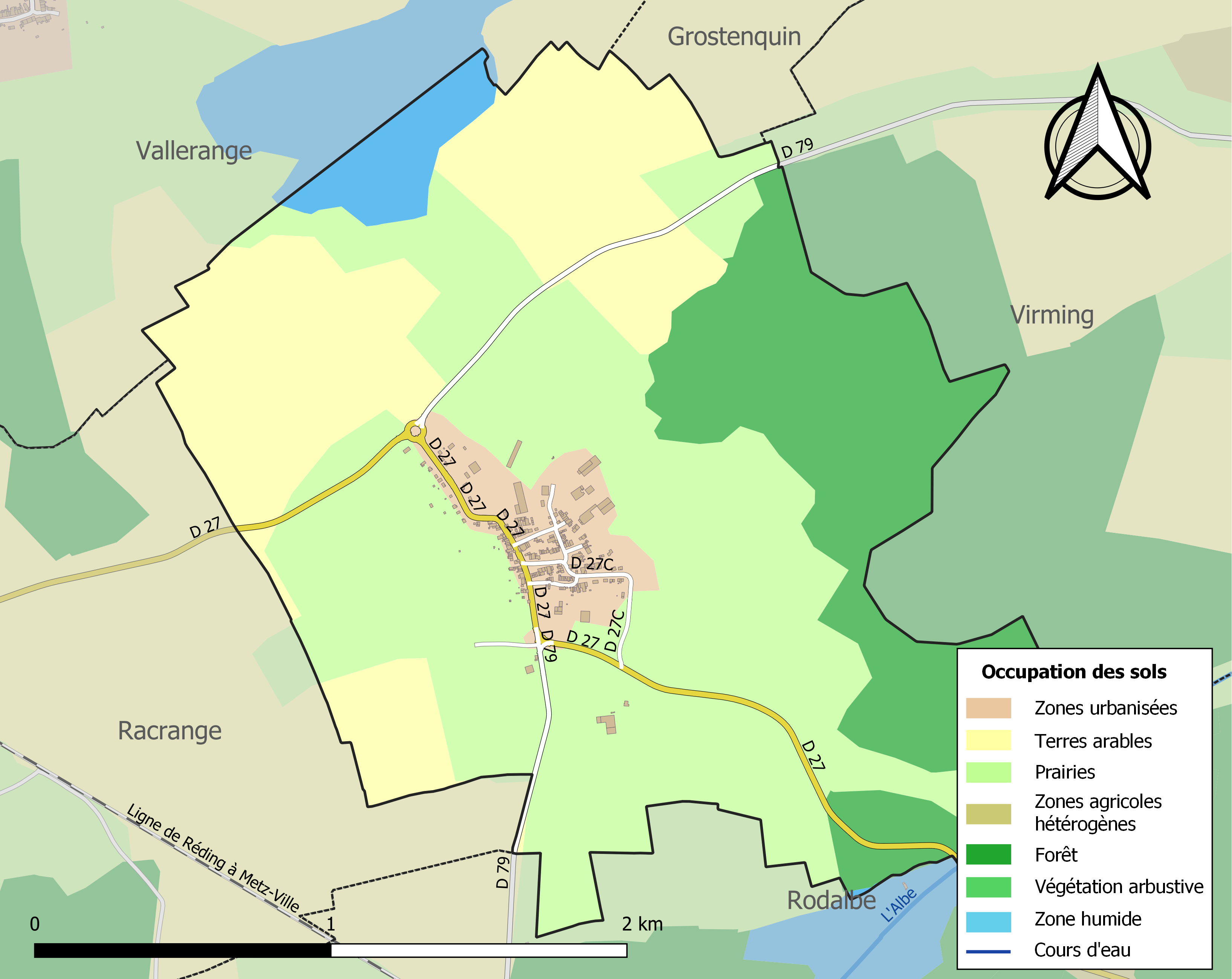
Carte des infrastructures et de l'occupation des sols de la commune en 2018 (CLC).

## Toponymie
- D'un nom de personne germanique suivi du suffixe -ingen / -ing.
- Anciens noms[14] : Vermeringa (927), Bermeringe (1024), Bermeringen (1524), Bermringen (1525), Vermering (1790), Bermering (1793), Bermeringen (1871-1918 & 1940-1944).
- Les patronymes Bermeringer et Bermringer étaient originaires du village, cités dans les papiers des noms en 1525[14]. Et sont un équivalent de l'actuel gentilé Bermeringeois.

## Histoire
- Village partagé entre la châtellenie de Haboudange et la seigneurie de Morhange.

## Politique et administration
| Période                                  | Période  | Identité                | Étiquette | Qualité |
| ---------------------------------------- | -------- | ----------------------- | --------- | ------- |
| Les données manquantes sont à compléter. |          |                         |           |         |
| avant 1988                               | 1989     | Jean Becker             |           |         |
| mars 1989                                | 2014     | Pierre Weisse           |           |         |
| 2014                                     | En cours | Christophe Morgenthaler |           |         |

## Démographie
L'évolution du nombre d'habitants est connue à travers les recensements de la population effectués dans la commune depuis 1793. Pour les communes de moins de 10 000 habitants, une enquête de recensement portant sur toute la population est réalisée tous les cinq ans, les populations de référence des années intermédiaires étant quant à elles estimées par interpolation ou extrapolation. Pour la commune, le premier recensement exhaustif entrant dans le cadre du nouveau dispositif a été réalisé en 2006.

En 2022, la commune comptait 201 habitants, en évolution de −11,84 % par rapport à 2016 (Moselle : +0,52 %, France hors Mayotte : +2,11 %).
| 1793 | 1800 | 1806 | 1821 | 1831 | 1836 | 1841 | 1846 | 1851 |
| ---- | ---- | ---- | ---- | ---- | ---- | ---- | ---- | ---- |
| 368  | 382  | 436  | 406  | 528  | 540  | 538  | 551  | 516  |

| 1856 | 1861 | 1871 | 1875 | 1880 | 1885 | 1890 | 1895 | 1900 |
| ---- | ---- | ---- | ---- | ---- | ---- | ---- | ---- | ---- |
| 506  | 481  | 506  | 566  | 498  | 443  | 424  | 401  | 394  |

| 1905 | 1910 | 1921 | 1926 | 1931 | 1936 | 1946 | 1954 | 1962 |
| ---- | ---- | ---- | ---- | ---- | ---- | ---- | ---- | ---- |
| 383  | 411  | 319  | 318  | 313  | 305  | 320  | 272  | 289  |

| 1968 | 1975 | 1982 | 1990 | 1999 | 2006 | 2011 | 2016 | 2021 |
| ---- | ---- | ---- | ---- | ---- | ---- | ---- | ---- | ---- |
| 305  | 288  | 285  | 233  | 223  | 231  | 239  | 228  | 207  |

| 2022 | - | - | - | - | - | - | - | - |
| ---- | - | - | - | - | - | - | - | - |
| 201  | - | - | - | - | - | - | - | - |

## Culture locale et patrimoine

### Héraldique
| Blason de Bermering | Blason  | D'azur à l'aigle d'or; chapé de gueules chargé de deux glands versé d'argent. |
| Blason de Bermering | Détails |                                                                               |

### Lieux et monuments
- Vestiges romains.
- Traces d'une maison forte XIVe siècle.
- Église Saint-Martin 1729 : porche 1806.

## Pour approfondir